# جوني نيما
جوني نيما (بالفنلندية: Joni Nyman)‏ (مواليد 5 سبتمبر 1962) هو ملاكم فنلندي، مثّل بلاده في الألعاب الأولمبية الصيفية في دورتي 1984 و1988.

## روابط خارجية
جوني نيما على موقع بوكس ريك (الإنجليزية) (registration required)
- جوني نيما على موقع أوليمبيديا (الإنجليزية)